# 9. dzielnica Paryża

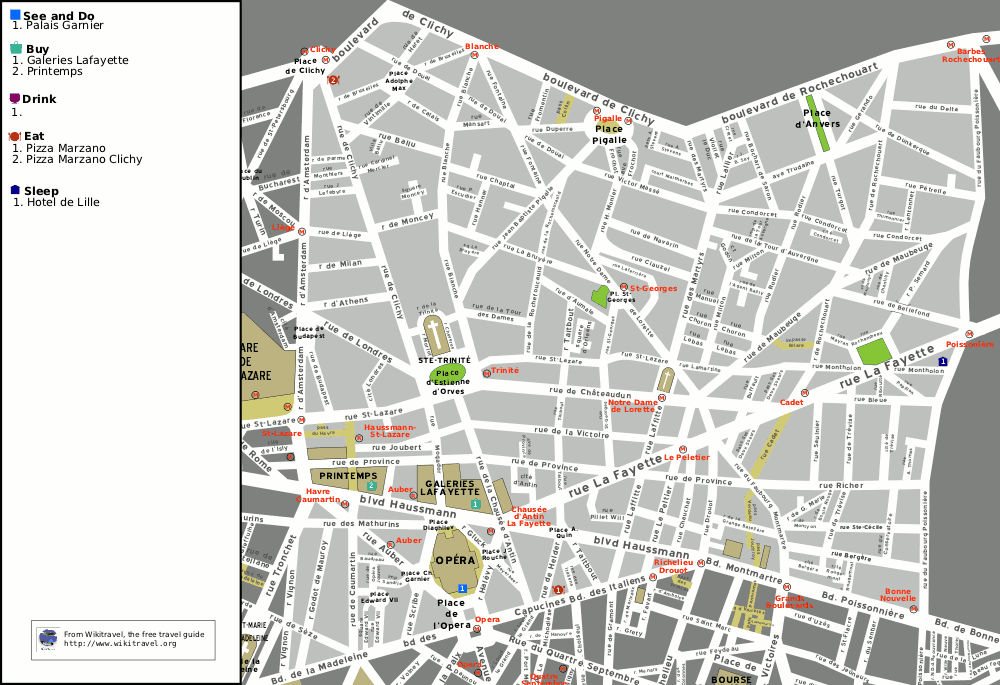
Mapa 9. dzielnicy Paryża

9. dzielnica Paryża (fr. 9e arrondissement de Paris) – jedna z 20 paryskich dzielnic. Znajdują się tam liczne, godne uwagi miejsca jak np. Bulwar Haussmanna, Galeria Lafayette oraz Printemps.
Wraz z 2. oraz 8. dzielnicą Paryża, 9. dzielnica stanowi jedno z centrów biznesowych Paryża, zlokalizowane głównie wokół Opéry Garniera.

## Geografia
Powierzchnia 9. dzielnicy wynosi  2,18 km².

## Demografia
Największą liczbę ludności 9. dzielnica osiągnęła w 1901 roku. Wówczas zamieszkiwało ją 124 011 mieszkańców. Od czasu kiedy dzielnica przekształciła się w centrum biznesowe liczba mieszkańców spadła do obecnego poziomu wynoszącego 55 838 osób. 9. dzielnica dzięki swojemu biznesowemu charakterowi posiada liczne miejsca pracy, w których obecnie jest zatrudnionych 111 939 osób.

## Zmiana populacji miasta
| Rok                       | Populacja | Gęstość (na km²) |
| ------------------------- | --------- | ---------------- |
| 1872                      | 103,767   | 47,600           |
| 1901 (szczyt populacji)   | 124,011   | 56,912           |
| 1954                      | 102,287   | 46,921           |
| 1962                      | 94,094    | 43,182           |
| 1968                      | 84,969    | 38,994           |
| 1975                      | 70,270    | 32,249           |
| 1982                      | 64,134    | 29,433           |
| 1990                      | 58,019    | 26,626           |
| 1999                      | 55,838    | 25,626           |
| 2005 liczba przewidywalna | 58,500    | 26,847           |

## Ważniejsze miejsca oraz zabytki w 9. dzielnicy
- Olympia
- Kościół Sainte Trinité
- Folies Bergère
- Opéra Garniera
- Printemps
- Galeries Lafayette
- Pigalle (częściowo)